# Souk Ahras
Souk Ahras (arabiska سوق أهراس) är en stad och kommun i nordöstra Algeriet och är administrativ huvudort för en provins med samma namn. Folkmängden i kommunen uppgick till 155 259 invånare vid folkräkningen 2008, varav 153 479 invånare bodde i centralorten.
Augustinus föddes här år 354, då staden hette Tagaste.